# Моя малка Соледад
„Моя малка Соледад“ (на испански: Mi pequeña Soledad) е мексиканска теленовела от 1990 г., създадена от Хорхе Лосано Сориано, режисирана от Беатрис Шеридан и продуцирана от Вероника Кастро за Телевиса.
В главната роля е Вероника Кастро, изпълняваща ролите на „Исадора“ и дъщеря ѝ „Соледад“, в отрицателните роли са Роса Мария Бианчи, Салвадор Пинеда, Хули Фурлонг и Роберто Баястерос.

## Сюжет
Като младо момиче, Исадора е коронована като „Сребърна кралица“ на Таско, мексиканско селце, известно със занаятчийството на сребро. В нощта преди коронацията, в пристъп на ревност, бившият приятел на Исадора, Херардо, я изнасилва. В продължение на седмици Исадора отказва да сподели на някого за случилото се, но поради голямата любов и доверие, които изпитва към годеника си, Хосе Луис, решава да му разкаже за преживения кошмар.
Точно преди сватбата, Харардо се изправя срещу Хосе Луис и двамата се сбиват. Хосе Луис никога няма да пристигне в църквата за сватбата си, по-късно е намерен мъртъв. Един ден Исадора разбира, че е бременна от Херардо. Пиедад, мащехата на Исадора, е ужасна и деспотична жена. Тя мами съпруга си, Мануел, с Херардо. Когато разбира, че Исадора е бременна от Херардо, Пиедад е ужасена, защото това ще принуди любовникът ѝ да се ожени за заварената ѝ дъщеря.
Пиедад ревнува от Исадора. За да си отмъсти, при раждането Пиедад тайно отвлича бебето. Съкрушена, Исадора напуска дома си и се мести в града. Години по-късно, Соледад се е превърнала в красиво момиче и заминава за града, където съдбата ще я събере с Исадора, нейната майка.

## Актьори
Част от актьорския състав:
- Вероника Кастро – Исадора Фернандес Сиера де Арисменди / Соледад Контрерас Идалго / Мария Соледад Саласар Фернандес
- Омар Фиеро – Карлос Арисменди
- Салвадор Пинеда Херардо Саласар Баястерос
- Антонио Де Карло – Хосе Луис Гарса
- Сесилия Габриела – Клара
- Анхелика Ривера – Мариса Виясеньор
- Паола Очоа – Малу Контрерас
- Роберто Баястерос – Матео Виясеньор Ломели
- Роса Мария Бианчи – Пиедад Синистера вдовица де Фернандес
- Хули Фурлонг – Наталия Виясеньор Ломели
- Карлос Брачо – Ернан Виясеньор Агире
- Елса Карденас – Барбара
- Силвия Каос – Елодия Абаскал
- Орландо Карио – Фернандо Абаскал
- Мапита Кортес – Бланкита
- Габриела Голдсмит – Ана Силвия Арисменди Вентура
- Алисия Фар – Лидия
- Ана Берта Лепе – Лолита Арисменди
- Рафаел Рохас – Лало
- Роксана Сауседо – Сирена
- Хуан Карлос Серан – Себастиан Диас
- Марикрус Нахера – Съдия
- Едмундо Ариспе
- Рафаел Баледон – Мануел Фернандес
- Лаура Флорес – Дулсе Мария
- Серхио Сендел – Густаво
- Рене Муньос – Гайетано
- Оскар Вайехо Момчето в Акапулко
- Сокоро Бония – Тоня
- Алексис Аяла – Хорхе Абаскал
- Синтия Клитбо

## Премиера
Премиерата на Моя малка Соледад е на 14 май 1990 г. по Canal de las Estrellas. Последният 160. епизод е излъчен на 21 декември 1990 г.

## Награди и номинации
Награди TVyNovelas (Мексико) 1991
| Категория                            | Номиниран(а)      | Резултат   |
| ------------------------------------ | ----------------- | ---------- |
| Най-добра теленовела                 | Вероника Кастро   | Номинирана |
| Най-добра актриса в главна роля      | Вероника Кастро   | Печели     |
| Най-добра актриса в отрицателна роля | Хули Фурлонг      | Печели     |
| Най-добра актриса в отрицателна роля | Роса Мария Бианчи | Номинирана |
| Най-добър актьор в поддържаща роля   | Салвадор Пинеда   | Печели     |
| Най-добра млада актриса              | Анхелика Ривера   | Номинирана |
| Най-добър млад актьор                | Рафаел Рохас      | Номиниран  |
| Най-добро женско откритие            | Паола Очоа        | Номинирана |
| Най-добро мъжко откритие             | Орландо Карио     | Номиниран  |